# Unger House
La Unger House – ou Lake View House – est une maison américaine dans le comté de Cambria, en Pennsylvanie.
Construite par l'hôtelier Elias J. Unger au milieu des années 1880, elle surplombe alors un lac artificiel qui le 31 mai 1889, à la suite d'une rupture de barrage qu'Unger ne parvient pas à empêcher, provoque l'inondation de Johnstown. Protégée au sein du Johnstown Flood National Memorial à compter de 1981, la maison tombée en ruine connaît une rénovation qui se termine en 1989 pour le centenaire de la catastrophe meurtrière. Elle abrite aujourd'hui des bureaux du personnel du National Park Service chargé du mémorial national, dont l'office de tourisme se trouve à proximité immédiate.